# Lord British
Lord British ou Lord Cantabrigian British é o governante fictício de Britannia, um reino no mundo ficcional de Sosaria, criado por Richard Garriott para sua série de jogos de computador Ultima e Ultima Online. O próprio Garriott também é conhecido por seus fãs como Lord British.

## Origem do nome
O criador da série Ultima, Richard Garriott, ganhou o apelido de "British" quando era adolescente e frequentou com amigos um acampamento de informática. Eles afirmaram que sua saudação de "Hello", era diferente do habitual "Hi" americano. O título Lord foi adicionado mais tarde quando ele jogou como mestre de masmorras em seus jogos Dungeons & Dragons.
Quando seu primeiro jogo publicado Akalabeth foi lançado por Garriot, o presidente da editora sugeriu que ele usasse o nome no jogo, já que era mais memorável que seu nome real. Além de Akalabeth: World of Doom, todos os outros jogos da série Ultima foram lançados com seu alter ego presente e usando seu pseudônimo como criador. Algumas vezes apareceu no jogo Ultima Online jogando como Lord British e fazendo justiça a seus jogadores. Ele ainda hoje é conhecido como Lord British. Garriott manteve os direitos de marca registrada do nome Lord British com seus símbolos associados. O personagem aparece novamente no novo jogo de Garriot, Tabula Rasa como General British

## Origem do personagem
Segundo a história ficcional criada para os jogos em que o personagem aparece, nem o Avatar nem Lord British nasceram em Sosaria, mas vieram da Terra através de portais da lua (moongates). O nome Cantabrigian British é tirado do nome de seu local de nascimento, Cambridge no Reino Unido. Foi dado a ele por seu amigo, Shamino. British abandonou seu nome antigo em favor do novo. 
Quando British chegou a Sosaria, o bruxo chamado Mondain ainda era jovem. Eles tiveram uma batalha épica nas profundezas do labirinto de masmorras, onde British, o "Campeão da Luz Branca", foi vitoriosos, expulsando Mondain do reino e recebendo o título de "Lord British, Protetor de Akalabeth". Mondain buscou vingança em Ultima I. "O estranho" (que se tornaria o Avatar) lidou com Mondain desta vez. O Avatar encontrou seu verdadeiro potencial, cresceu em força, sabedoria e conhecimento e acabou matando Mondain. Para fazer isso, ele teve que quebrar a Gema da Imortalidade de Mondain e a quebra da gema criou um grande número de universos paralelos que nós em UO conhecemos como Fragmentos.
Numerosos enredos e missões secundárias nos jogos Ultima giram em torno das aventuras de Lord British ou projetos de obras públicas que compõem o jogo. Teve um papel fundamental na fundação do Museu, Conservatório e outras instituições da sociedade de Britannia.

## Na Série Ultima
Na série Ultima, Lord British governa de seu trono dentro do Castelo de Britannia e continuamente fornece cura, ressurreição e outras ajudas diversas para o Avatar (o personagem principal) e seu grupo de aventureiros. Nos três primeiros jogos de Ultima, British cobrava uma quantia significativa de dinheiro por seus serviços, mas passou a fornece-los gratuitamente a partir do Ultima IV. Ao longo da série, Lord British nunca deixa seu castelo, exceto em Ultima V, onde sua ausência constitui o enredo principal e no final de Ultima VI, quando ele usa um moongate (portal) vermelho para viajar para a Ilha do Avatar. Por conta disso, ele confia no Avatar para corrigir as várias crises que surgem em Britannia devido à sua ausência. Em Ultima IX, o Guardian reclama de seu comportamento, acusando Lord British de sempre se esconder em seu castelo enquanto sua terra sofre. No clímax do mesmo jogo, Lord British finalmente se aventura fora dos limites de seu castelo para ajudar o Avatar em um confronto final com Lord Blackthorn.

## O assassinato de Lord British
Um dos atributos mais famosos de Lord British é que ele é praticamente invencível. Em todos os jogos Ultima em que ele apareceu, ele é projetado para ser quase imortal às predações de personagens de um jogador. No entanto, houve muitas maneiras de um jogador pensar fora da caixa para assassiná-lo. Este fenômeno é a origem do "postulado de Lord British" que afirma: "Se existir como uma criatura viva em um MMORPG, alguém, em algum lugar, tentará matá-lo". Praticamente todos os jogos MMORPG exibem inúmeras tentativas de matar seu personagem principal, seja através de seus jogadores, por meio de NPCs ou monstros, sejam eles poderosos, mansos, amigáveis ou não. Na série Ultima, não diferente, foram diversas tentativas de matá-lo, ainda que a tentativa de 1997 em Ultima Online, se tornou única pelo seu mais absoluto sucesso.
- Em Ultima Online: Lord British foi morto durante uma aparição no jogo no beta teste do Ultima Online em 9 de agosto de 1997. Uma visita real foi realizada como parte do teste de estresse da população do servidor. Um personagem do jogador conhecido como Rainz lançou um feitiço chamado "Fire Field" em Lord British que, surpreendentemente, o matou. De acordo com Starr Long, a coisa toda foi apenas um erro humano: o personagem de Lord British, como outros, era invulnerável, mas por erro de condução da aventura, a invulnerabilidade foi retirada por várias sessões de jogo. Pouco antes do incidente, o servidor travou e Richard Garriott esqueceu de ativar seu sinalizador de invulnerabilidade ao fazer login novamente.[10] Pouco depois, a conta de Rainz foi banida do teste beta por explorar bugs em vez de denunciá-los (frequentemente usado por seu personagem Aquaman para matar muitos personagens dos jogadores). De acordo com a Origin, ele não foi banido pelo assassinato, mas sim por queixas anteriores contra sua conduta que foram trazidas à tona como resultado deste feito.[11] Depois que Lord British foi morto, o colega desenvolvedor do Ultima Online, Starr Long (também conhecido no jogo como Lord Blackthorn) convocou alguns demônios, que atacaram espectadores inocentes. Isso levou os testadores beta a protestar contra o assassinato indiscriminado e a proibição do assassino. O MMOCrunch o chama de o evento mais memorável da história do MMORPG.[12] De acordo com a revista Wired:

"O evento reverberou pelo mundo dos jogos, dando aos jogadores uma sensação de capacidade sem precedentes de mudar e influenciar um jogo. Uma série de protestos trouxe o fenômeno da matança de jogadores – pelo qual jogadores experientes atacam novos jogadores, matando-os para acumular pontos no jogo e impedi-los de progredir para novos níveis – chamando a atenção dos desenvolvedores de jogos."
- Em Ultima III: Exodus, de acordo com o entrevistador Shay Addams, "Garriott estava muito pouco satisfeito" que alguns jogadores encontraram uma maneira de matar Lord British. Ele havia tomado medidas para proteger seu personagem de ser atacado no jogo. Embora nenhuma arma que um jogador tivesse sobre eles pudesse machucá-lo, ele poderia ser morto se perseguido até as docas e morto com um dos canhões de lá.[14]
- Em Ultima IV: Quest of the Avatar, um jogador lançou um feitiço para criar um campo de lava que feriu ligeiramente Lord British. Com paciência suficiente e andando de um lado para o outro, Lord British poderia ser morto. Também era possível feri-lo com a magia "Tremor", fazendo com que ele fugisse, embora isso exigisse um pouco de sorte (dependendo, entre outras coisas, do número aleatório de pontos de vida que ele recebeu quando a batalha começou). Lord British, ao contrário de todos os outros personagens da cidade, era imune ao uso destrutivo da Caveira de Mondain.
- Em Ultima V: Warriors of Destiny, Lord British aparece apenas em sequências de sonhos, em visões e no final do jogo – nenhum dos quais permite a interação com o personagem, de modo que não há como matá-lo.
- Em Ultima VI: The False Prophet, havia pelo menos quatro maneiras pelas quais Lord British poderia ser morto: (1) se um jogador arrastasse uma armadilha de veneno para o trono de British e a detonasse, British seria envenenado e lentamente perderia a saúde até que ele finalmente morresse ; (2) enquanto dormia, ele poderia ser morto com uma espada de vidro; (3) encher a sala do trono de Lord British com barris de pólvora, acender um e ficar longe das explosões foi suficiente para matá-lo; ou (4) usar um feitiço de batedor-de-carteiras para roubar a varinha que Lord British usaria para matar instantaneamente o jogador quando atacado; a varinha também pode matar Lord British.